# 格罗森埃里希
格罗森埃里希（德語：Großenehrich，發音：[ˌɡʁoːsn̩ˈʔeːʁɪç]）是德国图林根州基夫霍伊瑟县曾经的一个市镇，面积63.34平方千米，2019年9月30日人口为2,325人。2021年1月1日，格罗森埃里希与市镇沃尔弗施文达并入市镇格罗伊森。